# 백기봉
백기봉 (1964년 12월 19일~) 은 대한민국의 법조인이다. 2024년 3월부터 국제형사재판소 재판관을 맡고있다.